# ピエール・アン
ピエール・アン（Pierre Hamp、1876年4月23日 - 1962年11月19日）は、フランスのニース出身の小説家。本名は、アンリ・ルイ・ブリヨン。

## 略歴

### 民衆の子
ピエール・アンことアンリ・ルイ・ブリヨンは、料理人の父と刺繍職人の母のもとに生まれ、まずパリのラボルドで菓子製造業に従事し、ついで英国とスペインで料理を学び、独学で三カ国語を身につけた。
北部鉄道会社に奉職し、イルソン駅の助役を皮切りに、労働監督官、ジャーナリスト、繊維の工場所長などさまざまな職種ほ経験した。1900年、ベルヴィルの民衆大学に学び、当時の労働者の状況を描いた40冊ほどの作品を残した。
ピエール・アンは、さまざまな社会調査を行い、炭鉱を調査した『暗い口』（1938）では、「動物でも不吉なことを避けるのに、人間は危険な労働を忌避できない」と過酷な労働条件を告発し、1930年代の米国の生活を扱った『摩天楼に迷って』などの作品もある。また、100余の新聞・雑誌に4つの劇作品と300もの記事を書いた。シャルル・ペギー、アンドレ・ジッド、アランや、当時労働大臣をしていたアルテュール・フォンテーヌなどと親しかった。

### 社会調査としての小説
1906年から1912年まで、当時はフランス社会党の機関誌であった『リュマニテ』紙の編集に携わり、文芸批評家のピエール・ルナールは、ピエール・アンの作品が「小説の体裁をとった社会調査」 であるとし、社会的現実に対する一貫した関心を指摘している。社会小説の創始者とされ、全27巻からなる『人間の苦悩』で様々な職業で働く労働者を書いたピエール・アンは、《新しいリアリズム》の開拓者と考えられている。

## 日本での紹介
日本では、フランソワ・ラブレーの研究をしていたフランス文学者の内田伝一が、『文章倶楽部』に「ピエル・アンプの労働文学」（大正15年11月1日号）と題する記事を発表し、『軌道 -- 社会小説』を新潮社の社会小説叢書2（1926）に、『鮮魚』を平凡社の『新興文学全集』第17巻（1930）に邦訳して、当時の日本の労働運動のたかまりのなかでその名を知られるようになった。

## 作品
- 『人間の苦悩』（全27巻）
- 1908年、『鮮魚』（内田伝一訳、新潮社「社会小説叢書」第2巻所収）
- 1912年、『軌道』（内田伝一訳、平凡社「新興文学全集」第17巻所収）
- 1931年、『羊毛』
- 1937年、『われらの日々の糧』